# My Forbidden Lover
Singles de Chic
Good Times
(1979) My Feet Keep Dancing
(1979)
My Forbidden Lover est une chanson du groupe américain Chic issue de leur album Risqué et sortie en tant que deuxième single de l'album en 1979. Elle est écrite et produite par Bernard Edwards, Nile Rodgers. 
Le single atteint notamment le top 20 en Belgique et au Royaume-Uni. Aux États-Unis, My Forbidden Lover atteint la 43e place du Billboard Hot 100 ainsi que la 3e place du classement Disco.

## Liste des titres
Toutes les chansons sont écrites et composées par Bernard Edwards, Nile Rodgers et Kenny Lehman.
| A. | My Forbidden Lover | 3:30 |
| B. | What About Me      | 4:10 |

| A. | My Forbidden Lover | 6:29 |
| B. | What About Me      | 4:10 |

## Classements hebdomadaires
| Classement (1979)                      | Meilleure position |
| -------------------------------------- | ------------------ |
| Allemagne de l'Ouest (Media Control)   | 47                 |
| Belgique (Flandre Ultratop 50 Singles) | 19                 |
| États-Unis (Hot 100)                   | 43                 |
| États-Unis (Dance Club Songs)          | 3                  |
| États-Unis (R&B/Hip-Hop Songs)         | 33                 |
| Irlande (IRMA)                         | 28                 |
| Pays-Bas (Nederlandse Top 40)          | 23                 |
| Pays-Bas (Single Top 100)              | 23                 |
| Royaume-Uni (UK Singles Chart)         | 15                 |

## Reprises et échantillonnages
Le morceau d'accompagnement de My Forbidden Lover a été échantillonné au cours des années suivantes, notamment en :
- 1999, dans la chanson Sunshine & Happiness de Nerio's Dubwork et Darryl Pandy ;
- 2001, dans la chanson Sexual Garantee d'Alcazar ;
- 2006, dans la chanson Shine de Luther Vandross ;
- 2010, dans la chanson Fashion Beats des Black Eyed Peas, parue sur leur album The Beginning.